# LK-99
LK-99是一种灰黑色，潛在而未經證實的常压室溫超導體材料:8。其所帶有的六方晶體結構是由铅磷灰石稍加修飾而得，据称可在400 K（127 °C）以下作为超導體。:1韩国科学技术研究院的李石培（이석배）、金智勳（김지훈）等人最先组成了团队研究该材料。:1纯铅磷灰石是绝缘体，但据李石培等人称形成LK-99的铜掺杂铅磷灰石是超导体，或者在更高温度下是金属。:5
LK-99的化学成分约为Pb9Cu1(PO4)6O，与纯铅磷灰石 (Pb10(PO4)6O)相比:5，有大约四分之一的Pb2+被Cu2+离子取代:9。研究者稱利用Cu2+离子（87皮米）部分替代133皮米的Pb2+离子可以使材料体积减少0.48%，从而在材料内部产生内应力:8。

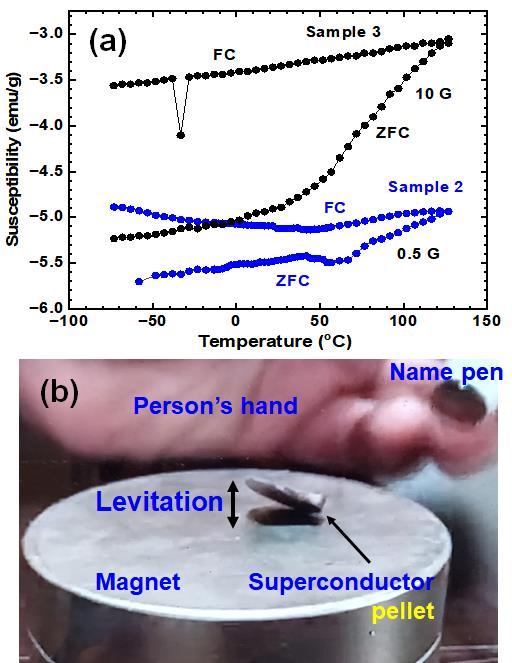
(a) LK-99的抗磁性测量，(b) LK-99样本在大磁铁上部分悬浮

据称，该内部应力会在磷酸盐([PO4]3−)内的Pb(I)和氧之间产生异质结量子阱，从而产生超导量子阱 (SQW)。:10据李石培等人称，当使用化学气相沉积将LK-99应用于非磁性铜样品时，LK-99表现出完全抗磁性（迈斯纳效应）:4  。

## 合成
李、金等人所示合成LK-99材料的方法如下：:2
通过将氧化铅 (II)（PbO）和硫酸铅 (II)（Pb(SO4)）粉末以1:1摩尔比混合混合，然后在725 °C（998 K；1,337 °F）下加热24小时制得黄铅矿。
PbO + Pb(SO4) → Pb2(SO4)O
磷化亚铜（Cu3P）是通过将铜（Cu）和磷（P）粉末在密封管中在 10 -3托真空下度混合并以550 °C（820 K；1,000 °F）加热48小时制得:3
Cu + P → Cu3P
将制得的黄铅矿和磷化亚铜晶体研磨成粉末，以1:1摩尔比混合，置于真空度为10-3托的密封管中，在925 °C（1,198 K；1,697 °F）加热5至20小时，得到LK-99。此过程中，硫酸根以单质硫的形式离去。
Pb2(SO4)O + Cu3P → Pb10-xCux(PO4)6O + S↑，其中（0.9<x<1.1）。:3

## 命名
LK-99之名取自发现者李石培和金智勳的名字首字母，以及发现年份1999年。
于2021年提交专利申请，2023年3月3日获得专利授权。

## 研究者
研究者的文章排名及机构：
| 科學家機構                | 李石培（） | 金智勳（） | 金鉉卓（） | 林成淵（） | 安蘇民（） | 權英遠（） | 吳根浩（） | 崔東植（） |
| ------------------------- | ---------- | ---------- | ---------- | ---------- | ---------- | ---------- | ---------- | ---------- |
| 漢陽大學                  |            |            |            |            |            |            | 名譽教授   |            |
| 韓國科學技術研究院        |            |            |            |            |            | 前教授     |            |            |
| 威廉與瑪麗學院            |            |            | 教授       |            |            |            |            |            |
| Q-Centre 量子能源研究中心 | CEO        | 研发总监   |            | 是         | 是         | 前CTO      | 是         |            |
| 專利（2020）              | 1          | 2          |            |            |            |            |            |            |
| 專利（2021）              | 1          | 2          |            |            |            | 3          |            |            |
| Lee & Kim+（2023a）       | 1          | 2          |            | 3          | 4          | 5          | 6          | 致谢       |
| Lee & Kim+（2023b）       | 1          | 2          |            | 致谢       | 致谢       | 3          | 致谢       |            |
| Lee & Kim+（2023c）       | 1          | 2          | 3          | 4          | 5          | 致谢       | 6          | 致谢       |

## 反應
截至2023年7月26日為止，測量結果不能證明LK-99是超導體，已發布的數據沒有完全解釋LK-99的磁化強度如何變化、比熱變化或轉變溫度。LK-99對磁鐵的磁懸浮反應的解釋可能是抗磁性所致。
8月1日，美國劳伦斯伯克利国家实验室在论文中详细描述了他们如何通过计算机模拟验证的方式，证明了LK-99（改性铅磷灰石晶体结构）存在超导的可能，并给出了相应的相应的理论依据。
8月1日，中國华中科技大学的材料学院博士后武浩及博士生杨丽，在常海欣教授的指导下，聲稱首次成功復現了可半悬浮的LK-99晶体，该晶体悬浮的角度比李、金等人製成的样品磁悬浮角度更大，之后作者澄清半悬浮并不能说明验证了迈斯纳效应。
8月2日，韓國超導體和低溫學會成立了驗證委員會以調查與LK-99相關的聲明及爭議。隨後委員會指出在7月22日由李最初發布的兩篇arXiv論文及已公開發布的影片並未足以證明LK-99帶有超導性，所以無法判斷LK-99是室温超导体。
8月31日，韩国低温超导协会根据多家独立机构的验证结果，认为LK-99没有超导特性。
12月15日，權英遠在高丽大学会见记者时宣布量子能源研究所正在推出一种添加硫的新材料，表示量子能源研究所正在准备发表的论文修订版中，材料的化学式发生了变化。權英遠声称他声称室温超导体的材料和量子能源研究所声称的材料完全不同。
金鉉卓承认LK-99（PCPOO）不是超导体而是莫特绝缘体，但解释添加硫制成的PCPOSOS（Pb10-xCux(P(O1-ySy)4)6O1-zSz）在常温常压下表现出超导特性，是II型超导体，与LK-99的化学式不同。
随着量子能源研究所发布PCPOSOS，LK-99这个名字预计将不再使用。權英遠对他声称开发的室温超导体使用临时名称，化学式与 LK-99 相同。

## 复现尝试
2023年7月论文发布后，全世界各地的实验室开始尝试对该实验进行复现。
截至2023年9月中，该实验尚未完全成功复现。
图例:   成功   部分成功或未正式发表   部分失败   失败
| 科研院所或团队 | 地区                 | 状态 | 结果 | 报导                                      | 备注 |
| --- | -------------------- | --- | --- | ----------------------------------------- | --- |
| 华中科技大学 | 中国大陆             | 初步结果 | 首次验证成功合成可半悬浮的LK-99晶体。样品电阻在387K处发生跳变，但是不会降为零，整體電阻仍然呈半導性，认为可能存在杂质影响。 | [ 11 ]                                    | 博士后武浩、博士生杨丽、常海欣教授。 影片：哔哩哔哩 （页面存档备份，存于）、哔哩哔哩（后续） （页面存档备份，存于） 预印本：arXiv1 （页面存档备份，存于） arXiv2 （页面存档备份，存于）（在之后与中国科学院中国科学院过程工程研究所、华南理工大学等有进一步研究） |
| 北京航空航天大学材料科学与工程学院                                                                                               | 中国大陆             | 初步结果 | 样品沒有觀察到懸浮或抗磁性，表現出類似半導體的行為。 | [ 19 ]                                    | 预印本：arXiv （页面存档备份，存于） 正刊：Adv. Funct. Mater. （页面存档备份，存于） |
| 東南大學物理學院量子材料與器件教育部重點實驗室                                                                                   | 中国大陆             | 初步结果 | 观察到LK-99样品中出现了四种不同类型的电阻率行为： 类半导体行为：随着温度降低，电阻率减小。 电阻率逐渐降低：达到一个异常小的值，低于测量设备的分辨率极限。 电阻率突然下降：电阻率在约250K时突然下降到一个较低值。 电阻率线性降低：电阻率几乎线性降低，并在约7K时发生一个转变（可能与铅有关）。 通过对样品的结构进行分析，并提出了一个电流渗流模型，解释观察到的特殊电阻率行为。然而，在磁化测量中没有观察到迈斯纳效应，因此尚未证实LK-99具有超导性。 | [ 20 ] [ 21 ] [ 22 ]                      | 侯强、魏伟、周鑫、孙悦教授、施智祥教授。 影片：哔哩哔哩 （页面存档备份，存于） 预印本：arXiv （页面存档备份，存于）、arXiv2 （页面存档备份，存于） 正刊：Matter （页面存档备份，存于）                                                                            |
| 曲阜师范大学高壓科學研究團隊 | 中国大陆             | 初步结果 | 部分顆粒有抗磁性，半懸浮。进行四引线法测量，显示该颗粒几乎不导电。 | [ 23 ] [ 24 ]                             | 知乎：科研农民工的回答 （页面存档备份，存于）、LK-99材料尝试复现 （页面存档备份，存于） |
| 中國科學技術大學 | 中国大陆             | 初步结果 | 表現出抗磁性，半懸浮。 | [ 21 ] [ 23 ] [ 25 ]                      | 知乎：半导体与物理的回答 （页面存档备份，存于） |
| 上海大学 | 中国大陆             | 初步结果 | 将制备的LK-99晶体研磨至粉末状，进行了磁化率测定实验。没有观察到抗磁性。 | [ 26 ]                                    | 博士研究生朱萍向媒体介绍。 |
| 北京大学、中国科学院大学等 | 中国大陆             | 初步结果 | X射线衍射证实样品与韩国原团队制备的样品一致。在一些小碎片样品上观察到半磁悬浮现象。发现样品普遍包含微弱但明确的软铁磁组分，认为软铁磁特性以及小片段明显的形状各向异性足以解释在强垂直磁场中观察到的半悬浮。测量没有发现迈斯纳效应或零电阻的迹象，因此认为样品不具备超导性。 | [ 27 ] [ 28 ] [ 29 ]                      | 预印本：arXiv （页面存档备份，存于） 正刊：Sci. China: Phys. Mech. Astron. （页面存档备份，存于） |
| 中国科学院北京凝聚态物理国家实验室和物理研究所                                                                                   | 中国大陆             | 得出结论 | 研究了含有Cu2S的LK-99以及纯Cu2S的磁性和电性，在电阻率和磁化率中观察到明显的类超导转变和热滞效应，但是没有观察到零电阻。认为LK-99中的所谓超导行为可能是由于Cu2S在温度约为385 K时发生的一级结构相变导致的电阻降低，而非真正的超导行为。 | [ 30 ]                                    | 预印本：arXiv （页面存档备份，存于） |
| 中國科學院大學物理科學學院及物理研究所北京凝聚態物理國家實驗室、武漢大學物理技術學院和松山湖材料實驗室                           | 中国大陆             | 初步结果 | 在室温以上，LK-99表现出类似于“超导转变”的异常电学和磁学行为。使用光学、扫描电子、原子力和扫描钻石氮空位显微技术，建立局部磁性和特定微观尺度化学相之间的联系發現Pb10-xCux(PO4)6O相似乎具有混合磁性贡献，但富含铜的区域（例如，来自化学反应的Cu2S）对反磁响应有显著影响。在微区域电学测量中观察到电流路径跳跃和Cu2S电阻状态变化的现象。 |                                           | 預印本：arXiv （页面存档备份，存于） 正刊：Phys. Rev. Mater. （页面存档备份，存于） |
| 南京大学 | 中国大陆             | 初步结果 | 电阻率测量显示LK-99是一种半导体，没有超导性的迹象。磁化率测量显示LK-99具有一般的铁磁信号和微弱的超顺磁背景，觀察到半懸浮。许多LK-99样品颗粒与釹鐵硼磁鐵产生明显的相互作用。 | [ 31 ] [ 32 ]                             | 闻海虎教授表示其学生在重复实验。 預印本：arXiv （页面存档备份，存于） 正刊：Sci. China: Phys. Mech. Astron. （页面存档备份，存于） |
| 北京師範大學物理系、山東師範大學物理與電子學院和多尺度自旋物理教育部重點實驗室                                                   | 中国大陆             | 初步结果 | LK-99樣本引起了从半导体到半金属的转变。观测结果与東南大學在arXiv上发布的LK-99输运性质相一致。 |                                           | 預印本：arXiv （页面存档备份，存于） |
| 北京大學物理學院國際量子材料中心、量子物質協同創新中心和合肥國家實驗室                                                           | 中国大陆             | 初步结果 | 在室温下，一些小样品在磁铁的作用下表现出半悬浮行为。 磁化率测量结果显示，在半悬浮和非悬浮样品中同时存在软铁磁和抗磁信号。 电输运测量显示，生长的LK-99样品包括半悬浮和非悬浮样品，表现出随着温度降低而电阻率增加的绝缘行为。 |                                           | 預印本：arXiv （页面存档备份，存于） |
| 中南大学、华南理工大学和电子科技大学                                                                                             | 中国大陆             | 初步结果 | 观察到在铜掺杂的铅磷灰石中存在明显的低场微波吸收（LFMA）的滞后效应。通过在外加磁场下不断旋转样品，可以减弱这种效应，但不能通过强磁场来恢复，而是在两天后会自动恢复，暗示它具有玻璃特性，并排除了任何铁磁性的可能性。LFMA的强度在大约250K附近急剧下降，表明发生了相变。 采用晶格规范模型将这些效应归因于超导迈斯纳相和涡旋玻璃之间的转变，并计算了其中的缓慢动力学。                                                                                 | [ 33 ]                                    | 預印本：arXiv （页面存档备份，存于） |
| 中国科学院过程工程研究所、华南理工大学、北京2060科技有限公司、华中科技大学、福州大学、東海大學和北京科技大学                     | 中国大陆和 日本      | 初步结果 | 在修改过成分的LK-99中观察到在25Oe磁场下出现了抗磁性直流磁化，零场冷却（ZFC）和场冷（FC）却测量之间存在显著的分岔，并且在200Oe磁场下转变为顺磁性。在冷却过程中发现了一种玻璃状记忆效应。在250K以下检测到了超导体的典型滞后回线，并且磁场正向和反向扫描之间存在不对称。 实验表明，在室温下，迈斯纳效应可能存在于这种材料中。 | [ 34 ] [ 35 ]                             | 預印本：arXiv （页面存档备份，存于） Hongyang Wang. . arXiv:2401.00999 （英语）. |
| 印度国家物理实验室 | 印度                 | 重啓實驗 | 半懸浮，似乎有磁通钉扎效应，具有複雜磁性，观测结果为非超导体。但又表示如果没有超导性，樣本在FC和ZCF磁化测量中的分岔是无法解释的。（在其后与賈瓦哈拉爾尼赫魯大學的研究中得出结论） | [ 36 ] [ 37 ] [ 38 ] [ 39 ] [ 29 ] [ 40 ] | 预印本：arXiv1 （页面存档备份，存于）、arXiv2 （页面存档备份，存于） Facebook：@Awana Vps （页面存档备份，存于） Youtube：CMMP Dept Seminar on 16/08/2023 （页面存档备份，存于） 正刊：Supercond. Sci. Technol.                                                   |
| 印度理工學院化學系、賈瓦哈拉爾尼赫魯大學物理科學學院和印度科學教育與研究學院                                                     | 印度                 | 初步结果 | 样品表現出的绝缘性质及缺乏抗磁性。镍掺杂的LK-99表现出顺磁性质。（在其后与印度国家物理实验室的研究中得出结论） |                                           | 預印本：arXiv （页面存档备份，存于） |
| 印度国家物理实验室和賈瓦哈拉爾尼赫魯大學                                                                                         | 印度                 | 得出结论 | 样品中有1.5%的Cu2S作为杂质相。在约380 K附近观察到了一个电阻性转变，可能对应于Cu2S的结构转变。在室温下，I-V特性中没有超导到正常态的转变的证据。磁化率测量显示出线性的抗磁行为，不能与超导态相关联。霍尔测量提供了通过Cu取代的孔掺杂的证据。没有发现存在室温环境压力超导性的证据 。 |                                           | 預印本：arXiv （页面存档备份，存于） |
| 阿贡国家实验室 | 美国                 | 初步结果 | 没有觀察到樣品懸浮 | [ 41 ] [ 42 ]                             | Michael Norman表示，阿貢和其他地方的研究人員已經在嘗試重復該實驗。 |
| Varda航天工業、南加州大學 | 美国                 | 初步结果 | 似乎由於鐵污染，導致合成出的样品有半悬浮现象。 | [ 43 ]                                    | Varda機器人工程師Andrew McCarlip合成。樣品將會在合成后由南加州大學進行分析。 Twitter：@andrewmccalip （页面存档备份，存于）、影片 （页面存档备份，存于） |
| 休斯顿大学 | 美国                 | 初步结果 | 再现了电磁测量中的所有异常情况。 发现这些异常现象与样品中 Cu2S 杂质的结构转变有关，而不是与超导性有关。 |                                           | 預印本：arXiv （页面存档备份，存于） |
| 俄羅斯科學院基因生物學研究所和莫斯科工程物理學院                                                                                 | 俄羅斯               | 未發表 | 照片顯示樣本懸浮在玻璃管中，可能具有很強的抗磁力。 | [ 44 ]                                    | 初級研究員 Iris Alexandra 樣本由莫斯科工程物理學院進行分析。 Twitter：@iris_IGB （页面存档备份，存于） |
| 列別捷夫物理研究所 | 俄羅斯               | 初步结果 | X射线衍射证实样品与韩国原团队制备的样品一致。合成了两个样品：一个按照预印本进行合成，另一个则修正了化学计量。按照预印本合成的样品含有大量绿色玻璃相，为了进一步实验，已将玻璃相去除。未观察到反磁性。使用四点探针方法未观察到零电阻，测得的电阻较高。随着温度降低，电阻增加。被采访的研究人员将该样品与用于绝缘子的陶瓷进行了比较。 | [ 45 ] [ 46 ] [ 47 ]                      | |
| 國立臺灣大學物理學系高溫超導物理與元件應用實驗室                                                                                 | 臺灣                 | 得出结论 | X射线衍射证实样品与韩国原团队制备的样品一致。实验样品具有反磁性，但未发现有超导现象。通过氨溶液去除Cu2S后，LK-99仍表现为抗磁性半导体特性，因此不适合被视为室温超导体。 | [ 48 ]                                    | 高溫超導物理與元件應用實驗室的王立民教授與泛科學頻道於Youtube聯合直播。 直播：Youtube1 （页面存档备份，存于）、Youtube2 （页面存档备份，存于）、Youtube3 （页面存档备份，存于） 預印本：arXiv （页面存档备份，存于）                                              |
| 查理大學凝聚態物理系 | 捷克                 | 正在分析 | 暂无 | [ 32 ] [ 37 ]                             | Twitter：@CondMatfyz （页面存档备份，存于） 數據：Github （页面存档备份，存于） |
| 曼徹斯特大學 | 英国                 | 初步结果 | 在 LK-99 樣品中沒有觀察到任何超導特徵。 | [ 49 ]                                    | 預印本：arXiv （页面存档备份，存于） |
| 德累斯頓工業大學和馬克斯·普朗克固態研究所                                                                                        | 德国                 | 初步结果 | 未能制备出超导相，只得到了多相样品。在"LK-99"相中未检测到铜元素，或仅有微量存在。一些深灰色薄片样品表现出半懸浮。在测量温度范围2-325 K内，样品呈现出反磁性行为，但在2 K时表现出微弱的软铁磁行为，其源由尚不清楚。 |                                           | 預印本：arXiv （页面存档备份，存于） |
| 多諾斯蒂亞國際物理中心、普林斯頓大學物理系和化學系、馬克斯普朗克固體化學物理研究所、俄勒岡大學化學與生物化學系和巴斯克科學基金會 | 德国、 美国和 西班牙 | 得出結論 | X射线衍射表明样品与韩国原团队制备的样品一致。測試了 4 種不同的銅摻雜，發現樣品具有磁性而不是超導性。对LK-99样品进行综合分析以及理論分析，结果显示这是一种不具备高温超导性的多相材料。 | [ 37 ]                                    | 預印本：arXiv （页面存档备份，存于） |
| 首尔大学、汉阳大学、釜山大学、浦项工科大学等多家韩国大学以及机构                                                                 |                      | 四个独立研究机构均没有发现超导特性 | 根据韩国超导低温学会在2023年8月31号表示：制出包括单晶体等多种形态的大量样品，存在电阻急剧变化的情况(该验证机构认为并非由于超导性导致)，但是电阻率依然在103Ω·cm水平，更加接近绝缘体而不是导体，磁化率测量数据也显示出与超导体不同的特性。 | [ 50 ]                                    | |
| 蔚山大學 | 未發表               | 通过分子束外延生长了LK-99薄膜，分别调整了Pb和Cu的比例。使用反射高能电子衍射（RHEED）监测生长过程。使用了能量色散X射线光谱仪（EDS）进行了分析，以确定样品的化学组成。观察到在生长后暴露在空气中时电阻增加。在真空条件下（1 X 10-2 Torr）下，电阻减小。观察到温度依赖电阻中的异常跳变。 | [ 51 ] |                                           | |
| 馬克斯·普朗克固態研究所和萬隆理工學院數學與自然科學學院                                                                          | 印度尼西亞和 德国    | 得出結論 | 合成了LK-99纯相单晶，具有极高的绝缘性和光学透明性。X射线分析显示銅在样品中分布不均匀。在温度2 ≤ T ≤ 800 K范围内的磁化率测量显示了非磁性绝缘体的抗磁响应特征。存在一小部分可能源自Pb10−xCux(PO4)6O结构中富含Cu团簇的铁磁成分。没有观察到与相变有关的异常现象。排除了LK-99晶體中存在超导性的可能性。 | [ 52 ]                                    | 預印本：arXiv （页面存档备份，存于） |

1. ↑  有关其他正在进行的复制实验，请参阅讨论页。
2. ↑  化名

### 理論研究
在最初的论文中，LK-99中超导性潜在机制的理论解释是不完整的。其他实验室的分析增加了更多的模拟和从第一性原理出发对电子属性材料的理论评估。
| 科研院所或团队 | 地區                        | 结果 | 报导   | 备注                                                                     |
| --- | --------------------------- | --- | ------ | ------------------------------------------------------------------------ |
| 中国科学院沈阳材料科学国家实验室 | 中国                        | LK-99及其他變體的電子結構的第一性原理研究。 | [ 19 ] | 预印本：arXiv （页面存档备份，存于）                                     |
| 劳伦斯伯克利国家实验室 | 美国                        | 經過密度泛函理論計算，認為存在能夠產生超導現象的電子結構，源於引入Cu而使晶格常數略有減小的結構變化。 | [ 19 ] | 预印本：arXiv （页面存档备份，存于）                                     |
| 維也納工業大學和西北大學 | 奥地利和 中国               | 電子結構的密度泛函理論計算顯示在摻雜時可能會支持超導性。該理論認為，如果沒有超導性，就不會出現抗磁性。 |        | 预印本：arXiv （页面存档备份，存于） 正刊：PHYSICAL REVIEW B             |
| 科羅拉多大學波德分校、国家可再生能源实验室和伦敦国王学院                                                                                     | 美国和 英国                 | 密度泛函理論分析得出了类似的结果。推测无论 LK-99 的实现情况如何，这一类材料（铜-氧的弱相互作用，同时最小化杂化）都有望实现高Tc超导。 |        | 预印本：arXiv （页面存档备份，存于）                                     |
| 智利大學理學院物理系和納米科學與納米技術發展中心                                                                                             | 智利                        | 使用密度泛函理論計算來闡明LK-99電子結構的一些關鍵特徵，發現平帶中存在較大的電子聲子耦合。 |        | 预印本：arXiv （页面存档备份，存于）                                     |
| 欽奈理工學院、印度理工學院和圓周理論物理研究所                                                                                               | 印度和 加拿大               | 提出了LK-99的超导机制，認爲LK-99中的铜链充当莫特绝缘体，并与周围的绝缘元素相互作用。 |        | 预印本：arXiv （页面存档备份，存于）                                     |
| 加利福尼亞大學爾灣分校和多倫多大學 | 美国和 加拿大               | 提出了一个最小緊束縛模型，该模型再现了 LK-99 平带的主要特征，并为关于假定超导序参量对称性的讨论提供了訊息。 |        | 预印本：arXiv （页面存档备份，存于）                                     |
| 西班牙能源、环境与技术研究中心、亞美尼亞國家科學院物理研究所、查普曼大學量子研究所高級物理實驗室                                             | 西班牙、 亞美尼亞和 美国    | 通过提供Pb薄膜的实验数据，指出LK-99很可能是超导相和绝缘相共存的异相化合物，需要更为仔细地重新检查以确认其室温超导性。 |        | 预印本：arXiv （页面存档备份，存于）                                     |
| 韩国科学技术院和約翰霍普金斯大學 | 和 美国                     | 提出一个双轨道T-J模型来描述LK-99，使用玻色子平均场理论发现一个s波超导配对。但该模型预测的临界温度较低，要解释实验需要新的机制来增大跃迁矩阵元。 |        | 预印本：arXiv （页面存档备份，存于）                                     |
| 捷克科學院物理研究所 | 捷克                        | 讨论了铜掺杂对磷酸铅磷灰石晶体的电荷密度波引起的对称性破缺相变，即晶体同时有金属特性、极性和手性的特殊结构。这种特殊结构可能与晶体的超导性质有关。 |        | 预印本：arXiv （页面存档备份，存于）                                     |
| 蘭州大學磁學與磁性材料教育部重點實驗室 | 中国                        | 用第一性原理计算研究了LK-99的电子结构，发现铜掺杂原子与1/4占据的O1原子之间的杂化决定了LK-99的超导性。通过理论提出了改善超导性的可能方法。 |        | 预印本：arXiv （页面存档备份，存于）                                     |
| 廈門大學物理系、愛荷華州立大學物理系和美國能源部埃姆斯国家实验室                                                                             | 中国和 美国                 | 利用第一性原理计算分析了铜掺杂磷酸铅磷灰石晶体的电子结构和磁性质，发现铜掺杂导致费米面附近出现局域的分子型Cu-O带，形成具有强烈磁性不稳定性的Cu-O簇，这些簇之间没有长程磁序，呈现出类似自旋玻璃的行为。 |        | 预印本：arXiv （页面存档备份，存于）                                     |
| 日本理化学研究所RIKEN突发物质科学中心 、加州大学伯克利分校物理系                                                                             | 日本和 美国                 | 构建并分析了空间群的紧束缚模型，使用模型捕获了最近提出的具有对称强制能带交叉、窄能带和范霍夫奇点的材料能带结构的关键特征，并揭示了理论的拓扑和几何特性 。 |        | 预印本：arXiv （页面存档备份，存于）                                     |
| 西北大学（西安）、维也纳工业大学、伦敦国王学院                                                                                               | 中国、 奥地利、 英国        | 使用二带和五带模型提供了从头推导出的紧束缚参数。认为 LK-99 为莫特或电荷转移绝缘体。同时提议掺杂对于进一步试验改进的可能性。 |        | 预印本：arXiv （页面存档备份，存于）                                     |
| 俄罗斯科学院、乌拉尔联邦大学、斯科尔科沃科学技术学院、莫斯科物理技术学院                                                                     | 俄羅斯                      | 在离散傅里叶变换和动态平均场理论方法的框架下研究了晶体的电子结构以及相关效应。认为结构中的不规则性非常重要。此外，不能假设LK-99为简单莫铽或电荷转移绝缘体。提出电子掺杂对于将化学计量的 Pb9Cu(PO4)6O 转变为导电状态是必要的。                                                                                            |        | 预印本：arXiv （页面存档备份，存于）                                     |
| 雅蓋隆大學理論物理研究所 | 波蘭                        | 探讨了三角晶格拓扑超导体在存在键的无序扰动情况下的一些特殊电子态特性,特别提出了超导现象仅在特定载流子浓度范围出现,拓扑结构稳定性依赖于无序度,以及仅在特定参数范围才能实现室温超导等结论。 |        | 预印本：arXiv （页面存档备份，存于）                                     |
| 中國科學院物理研究所、中國人民大學物理系、寧波大學物理科學與技術學院物理系、北京師範大學物理系及高等量子研究中心和曲阜師範大學物理工程學院   | 中国                        | 通过第一性原理计算探讨了Cu掺杂所致的PbPO化合物电子结构变化,提出Cu的掺杂位置和引入的3d轨道自旋极化对其性质的重要影响,解释了LK-99的电子结构以及半导体基态性质。 |        | 预印本：arXiv （页面存档备份，存于）                                     |
| 南方科技大學物理系和弗里堡大學物理系 | 中国和 瑞士                 | 计算表明LK-99的强相关电子结构难以解释其钻磁性和高温超导性能,提示这可能来源于不同化学计量比的组分。 |        | 预印本：arXiv （页面存档备份，存于）                                     |
| 麻省理工學院物理系和加州大學物理系 | 美国                        | 提出了一个有效模型来描述铜取代铅磷灰石的低能态物理,指出了铜和氧轨道能级相近可能导致金属-绝缘体转变。 |        | 预印本：arXiv （页面存档备份，存于）                                     |
| 俄羅斯科學院科拉科學中心納米材料研究中心和聖彼得堡國立大學地球科學研究所晶體學系                                                             | 俄羅斯                      | 对LK-99的晶体结构进行XRD重检，认为其属三方晶系P-3空间群,c轴长加倍,引起Pb1位点分裂,结构失配传导至Pb-PO4框架,与标准磷灰石结构不同。 |        | 预印本：arXiv （页面存档备份，存于）                                     |
| 昆明理工大學理學院物理與工程科學研究所 | 中国                        | 关于Pb9Cu(PO4)6O的第一性原理计算结果表明,考虑自旋轨道耦合后其为间接带隙半导体,电子掺杂后具有极窄的平带,这与仅考虑无自旋轨道耦合的金属状态计算结果不同。 |        | 预印本：arXiv （页面存档备份，存于）                                     |
| 馬克斯·普朗克固體化學物理研究所、田納西大學物理與天文學系和電氣工程與計算機科學系                                                            | 美国和 德国                 | 利用密度泛函理论计算发现,铜掺杂磷酸钒氧Pb9CuP6O25中的Cu原子形成三角格子,与O原子形成霍金斯结构,考虑到强关联效应后计算发现其存在电荷转移绝缘状态,这有助于解释其潜在的高温超导性质。 |        | 预印本：arXiv （页面存档备份，存于）                                     |
| 北京大學物理學院技術物理系核物理與技術國家重點實驗室                                                                                         | 中国                        | 用第一性原理计算了LK-99及其母体化合物的电子结构、声子动力学和电导率。结果表明,铅氢磷灰石为绝缘体,而LK-99为半金属。LK-99的电导率存在两个极值点,400K以上C轴电导率明显增大。但两种化合物的声子都存在动力学不稳定性。 |        | 预印本：arXiv （页面存档备份，存于）                                     |
| 伊利諾大學厄巴納-香檳分校 | 美国                        | 合成的多晶材料中含有明显的Cu2S相。Cu2S在104°C会出现相变,导致电阻率和比热容出现突变。LK-99也表现出类似的温度诱导相变。为了明确验证LK-99的超导性质,必须在不含Cu2S的条件下合成LK-99。 |        | 预印本：arXiv （页面存档备份，存于）                                     |
| 里約熱內盧天主教大學物理系 | 巴西                        | LK-99的正常态存在独特的各向异性量子几何性质,可能与其磁性和超导机制相关。基于对Pb-Cu晶格的模型计算,发现贝利曲率和量子度规在扁平带跨越费米面处存在规律模式。曲率贡献的净轨道磁化为零,提示磁性来源不同。量子度规提示可能存在各向异性超流体刚度。                                                                            |        | 预印本：arXiv （页面存档备份，存于）                                     |
| 多諾斯蒂亞國際物理中心、普林斯頓大學物理系和化學系、馬克斯普朗克固體化學物理研究所、俄勒岡大學化學與生物化學系和巴斯克科學基金會             | 德国、 美国和 西班牙        | 第一性原理计算表明,Cu掺杂在热力学上对该材料不利,难以获得有意义的掺杂浓度。计算还显示,在所有掺杂情况下,Cu均定位在不利于超导的带上,更可能使材料呈现铁磁性或反铁磁性,理论计算也支持这一点。 |        | 預印本：arXiv （页面存档备份，存于）                                     |
| 查尔姆斯理工大学化學化工系 | 瑞典                        | |        | 預印本：arXiv （页面存档备份，存于）                                     |
| 汉堡大学、漢堡超快成像中心、西北大学、維也納工業大學和倫敦國王學院                                                                           | 德国、 奥地利、 英国和 中国 | |        | 預印本：arXiv （页面存档备份，存于）                                     |
| 北京科技大学材料科學與工程學院和波多黎各大學工程科學與材料系                                                                                 | 中国和 美国                 | 利用统计学方法，推断LK-99具备室温超导性的可能。 |        | 預印本：arXiv （页面存档备份，存于）                                     |
| 不列颠哥伦比亚大学物理與天文學系和斯圖爾特·布魯森量子物質研究所                                                                              | 加拿大                      | |        | 預印本：arXiv （页面存档备份，存于）                                     |
| 山东大学物理學院晶體材料國家重點實驗室 | 中国                        | |        | 預印本：arXiv （页面存档备份，存于）                                     |
| 美国海军研究实验室計算材料科學中心 | 美国                        | |        | 預印本：arXiv （页面存档备份，存于）                                     |
| 美国西北大学材料科學與工程系和波特蘭州立大學機械與材料工程系                                                                                 | 美国                        | |        | 預印本：arXiv （页面存档备份，存于）                                     |
| 索菲亚大学 |                             | |        | 預印本：ChemRxiv （页面存档备份，存于）                                  |
| 伦敦国王学院 | 英国                        | |        | 預印本：arXiv （页面存档备份，存于）                                     |
| 中国科学院沈阳金属研究所和中国科学技术大学材料科学与工程学院                                                                                 | 中国                        | |        | 預印本：arXiv （页面存档备份，存于） 正刊：PHYSICAL REVIEW B             |
| 印度理工学院 | 印度                        | |        | 預印本：arXiv （页面存档备份，存于）                                     |
| 波兰科学院物理研究所 | 波蘭                        | |        | 預印本：arXiv （页面存档备份，存于）                                     |
| 北京科技大学材料科学与工程学院 | 中国                        | |        | 預印本：arXiv （页面存档备份，存于）                                     |
| 美国伍斯特理工学院 | 美国                        | |        | 預印本：arXiv （页面存档备份，存于）                                     |
| 日本京都大学 | 日本                        | |        | 預印本：arXiv （页面存档备份，存于）                                     |
| 美国爱荷华大学 | 美国                        | |        | 預印本：arXiv （页面存档备份，存于）                                     |
| 英国帝国理工学院材料系 | 英国                        | |        | 正刊：ACS Energy Letters （页面存档备份，存于）                          |
| 西湖大学，圣彼得堡自旋光学实验室及德克萨斯大学达拉斯分校物理系和纳米技术研究                                                                 |                             | |        | 正刊：Materials Today （页面存档备份，存于）                             |
| 四川师范大学 | 中国                        | |        | 預印本：arXiv （页面存档备份，存于）                                     |
| 加州大学洛杉矶分校 | 美国                        | |        | 預印本：ChemRxiv （页面存档备份，存于）                                  |
| 西湖大学 | 中国                        | |        | 預印本：SSRN （页面存档备份，存于） 正刊：Materials Today Communications |
| 美国爱荷华州立大学 材料科学与工程系 | 美国                        | |        | 預印本：arXiv （页面存档备份，存于）                                     |
| 劍橋大學、日本東北大學、蘇恰瓦史蒂芬大帝大學、巴斯克地區大學、西班牙材料物理中心和多諾斯蒂亞國際物理中心                                     |                             | |        | 預印本：arXiv （页面存档备份，存于）                                     |
| 密歇根州立大学、普林斯頓大學、哥倫比亞大學和密西根大學安娜堡分校                                                                             | 美国                        | 介绍了一种以六角晶体结构结晶名为HP-BaCoO3的新材料，认为它是一种冒充超导体的铁磁性材料的例子，甚至表现出部分悬浮的特性。随后北京大學的研究发现LK-99实际上表现出铁磁性行为，且LK-99可以展示类似于HP-BaCoO3中所观察到的部分“悬浮”现象。因此在LK-99和HP-BaCoO3的磁性行为之间进行类比，以表明后者也是铁磁性的，而不是超导体。 |        | 正刊：J. Am. Chem. Soc.                                                  |
| 中國科學院磁性材料與裝置重點實驗室、浙江省磁性材料及應用技術重點實驗室、中科院寧波材料技術與工程研究所和中國科學院大學材料科學與光電工程中心 | 中国                        | |        | 預印本：arXiv                                                            |
| 中国科学院磁性材料与器件重点实验室 |                             | |        | 預印本：arXiv                                                            |
| 维也纳大学,博洛尼亚大学 |                             | |        | 預印本：arXiv                                                            |
| 西班牙能源环境和技术研究中心，亚美尼亚国家科学院物理研究所，美国查普曼大学量子研究所                                                         |                             | |        | 預印本：ResearchGate                                                     |
| |                             | |        | 預印本：SSRN （页面存档备份，存于）                                      |
| 武汉大学 |                             | |        | 預印本：arXiv （页面存档备份，存于）                                     |
| | 中国                        | |        | 預印本：arXiv （页面存档备份，存于）                                     |
| 西班牙巴塞罗那自治大学 |                             | |        | 正刊：物理 （页面存档备份，存于）                                        |
| | 中国                        | |        | 預印本：ChinaXiv （页面存档备份，存于）                                  |
| 北欧理論物理学研究所、康涅狄格大学和劳伦斯伯克利国家实验室                                                                                   |                             | |        | 預印本：arXiv （页面存档备份，存于）                                     |
| 诺丁汉大学、美国国家标准技术研究院和劳伦斯伯克利国家实验室                                                                                   | 英国 美国                   | |        | 預印本：arXiv （页面存档备份，存于）                                     |
| 北京航空航天大学 | 中国                        | |        | 正刊：Nano Letters （页面存档备份，存于）                                |
| 中正大學物理所、台北科技大學光電所 | 臺灣                        | 論證超導體的最高溫只出現在272K,此為藍道能階的限制，嚴格證明LK-99不具室溫超導。 |        | 正刊：Fundamental Journal of Modern Physics                              |